# Фестивал народне музике Илиџа
Фестивал народне музике Илиџa је најстарији живући и први фолк (народни) музички фестивал у бившој Југославији. Одржава се сваке године на Илиџи (Сарајево, Босна и Херцеговина). Фестивал је успостављен 1964. године, а оснивач је асоцијација босанскохерцеговачких музичара; одржава се у јулу и траје четири дана. Догађај угошћује савремене и традиционалне умјетнике у жанровима који се воде под фолк/народно, укључујући севдалинку, староградску музику, савремени фолк, новокомпоновану музику, македонски фолк, турбо-фолк и хармоникашку музику. Традиционално је био примарни догађај за такмичење народних извођача у Југославији, а двије велике југословенске издавачке куће Југотон и ПГП-РТС издају ЛП уживо издања фестивала од сваке године. Бројни признати фолк пјевачи из бивше Југославије примљени су у издавачке куће или су стекли већу медијску пажњу након учешћа на фестивалу. Српска турбо-фолк пјевачица Цеца Ражнатовић је учествовала на издању 1988, као 15-годишњакиња; побиједила је на такмичењу синглом Цветак зановетак, а Ханка Палдум је постала чланица Дискотона након побједе на такмичењу за новог извођача 1974. године.

## Историја
Сарајево је било традиционално чвориште за народну музику у бившој Југославији, уз бројне музичаре из осталих дијелова државе који су долазили у град у нади да ће бити откривени и у потрази за умјетничком инспирацијом. Градска вибрантна сцена и музичке дворане, што је обухватало музичке клубове са музиком уживо, барове и кафане, привлачили су интерпретаторе традиционалне босанске севдалинке и ромске музике, као и савремене фолк пјеваче и музичаре данашњице. Године 1963, асоцијација босанскохерцеговачких музичара организовала је Састанак извођача и пјевача народне музике ’63, што је била претеча фестивала и одржана је у сарајевском предграђу Илиџа.
Годину дана послије, фестивал је основан под радним насловом Фестивал народних пјесама и игара Илиџa. Прво издање је моментално добило одобравање свих великих издавачких кућа, а учествовали су Сафет Исовић, Беба Селимовић, Заим Имамовић и Силвана Арменулић. Фестивал је брзо нарастао и 1969. године ЛП наступа уживо постао је платинасти јер је продато 1.700.000 примерака. Издање 1970. било је прво са више од 700 апликаната и ребрендирано је у Фестивал југословенске пјесме Илиџа.
Почетком рата, Илиџа је постала дио територије коју су контролисали Срби, тј. дио Републике Српске, и фестивал је наставио да се одржава. Након потписивања Дејтонског мировног споразума 1995, Илиџа је припојена федералном Сарајеву. Фестивал је поново успостављен 1998. под покровитељством Општине Илиџа и Кантона Сарајево. Од 2013. године фестивал се одржава у сарадњи са Хајат ТВ-ом. Године 2014, прославио је 50. годишњицу. Недавни организатори су били Fabrice Lamproie, Музичка академија у Сарајеву и швајцарска фондација Pro Helvetia.
Међу умјетницима који су, ревијално те/или такмичарски, наступали на фестивалу — су:
Реализација
Медијски партнери (дистрибуција) фестивала су: БХРТ, Хајат, Пинк, ДМ САТ, Радио М... Почасни предсједник фестивала је Сенаид Мемић (бивши начелник Општине Илиџа). Генерални партнер (организација) — је БХ телеком (2012).

## Формат
Фестивал има четири програма такмичења:
- Чувари традиције — дизајниран за представљање традиционалних балканских фолк музичких жанрова као што су севдалинка и староградска музика
- Прва хармоника — програм такмичења за фолк хармоникаше
- Такмичарска ноћ народне музике — Програм такмичења за нове извођаче и таленте који нису ни у једној издавачкој кући
- Великани народне музике — заштитни знак фестивала у којем пјевају највећа имена балканске народне музике

На издању фестивала 2012. године, ревијални дио је био назван Сва љепота илиџанских фестивала (Све љепоте илиџанских фестивала); етаблирани бх. народни пјевачи извели су 26 пјесама.

## Побједници такмичарског дијела фестивала
- 1964. године, побједник је био Сафет Исовић (побједничка пјесма: Јаблани се повијају).[18]
- 1965. године, побједник је био Недељко Билкић (побједничка пјесма: Не питај ме, стара мајко).[19]
- 1966. године, побједник је био Заим Имамовић (побједничка пјесма: Крај пенџера Јусуф стари).[20]
- 1967. године, побједници су били Недељко Билкић (побједничка пјесма: Без љубави све је пусто) и Заим Имамовић (побједничка пјесма: Аземина).[21]
- 1968. године, побједник је био Неџад Салковић (побједничка пјесма: Ах љубав, љубав).[22]
- 1969. године, побједници су били Бора Спужић Квака (побједничка пјесма: Стара пјесма) и Јасна Кочијашевић (побједничка пјесма: Мало цик, мало цак).[23]
- 1970. године, побједник је био Сафет Исовић (побједничка пјесма: Сјај мјесече жут).[24]
- 1971. године, побједник је био Сафет Исовић (побједничка пјесма: Хајро, Хајријо, цуро најмилија).[25]
- 1972. године, побједник је био Недељко Билкић (побједничка пјесма: Севдалинко, пјесмо најмилија).[26]
- 1973. године, побједник је био Слободан Лалић (побједничка пјесма: Сјај мјесече).[27]
- 1974. године, побједник је био Слободан Лалић (побједничка пјесма: Нека живи љубав наша).[28]
- 1975. године, побједник је био Сафет Исовић (побједничка пјесма: Ловачка пјесма).[29]
- 1976. године, побједник је био Хамид Рагиповић Беско (побједничка пјесма: Ко те воли, чија ли си жена).[30]
- 1977. године, побједница је била Вера Матовић (побједничка пјесма: Другарице, не дирај у срећу).[31]
- 1978. године, побједник је био Зоран Калезић (побједничка пјесма: Једној жени које нема више).[32]
- 1979. године, побједник је био Митар Мирић (побједничка пјесма: Последња страница).[33]
- 1980. године, побједник је био Миле Китић (побједничка пјесма: Мала из Новог Пазара).[34]
- 1981. године, фестивал није одржан.
- 1982. године, побједник је био Зекеријах Ђезић (побједничка пјесма: Сарајево град).[35]
- 1983. године, побједник је био Мухамед Мујкановић (побједничка пјесма: Емина).[36]
- 1984. године, фестивал није одржан.
- 1985. године, побједници су били група Нервозни поштар (побједничка пјесма: Сарајево, слатки доме мој).[37]
- 1986. године, побједници су били Рале и Марија Ћајић (побједничка пјесма: Није лако друже мој).[38]
- 1987. године, побједник је био Радиша Урошевић (побједничка пјесма: Сарајеву своје срце остављам).[39]
- 1989. године, побједник је био Есад Ковачевић (побједничка пјесма: Нема више мој јаране).[40]
- У периоду од 1990. - 1995. године, фестивал није одржан.
- 1996. године, побједнца је била Хасиба Агић (побједничка пјесма: Мајка).[41]
- У периоду од 1997. - 2007. године, фестивал није одржан.
- 2008. године, побједник је био Енес Беговић (побједничка пјесма: Душа Сарајева).[42]
- 2009. године, фестивал није одржан.
- 2010. године, фестивал није одржан.
- 2011. године, фестивал није одржан.
- 2012. године, побједник је био Едис Брканић (побједничка пјесма: Босно, земљо од мерака).[43]
- 2013. године, побједник је био Тарик Стамболић (побједничка пјесма: Азра).[44]
- 2014. године, фестивал није одржан.
- 2015. године, побједница је била Слађа Хоџић (побједничка пјесма: Ни зоре ни дана).[45]
- 2016. године, побједница је била Амна Агановић (побједничка пјесма: Сунце).[46]
- 2017. године, побједник је био Алија Хаџимурати (побједничка пјесма: Голубови).[47]
- 2018. године, побједница је била Николина Ковач (побједничка пјесма: Како да те заборавим).[48]
- 2019. године, побједник је био Асмир Мухаџер (побједничка пјесма: Јабука).[49]
- 2020. године, побједник је био Рамиз Селак (побједничка пјесма: Сан о Мостару).[50]
- 2021. године, фестивал није одржан.
- 2022. године, фестивал није одржан.
- 2023. године, побједница је била Мерјема Алихоџић (побједничка пјесма: Пјесмо моја).[51]
- 2024. године, побједник је био Мирза Хамзић (побједничка пјесма: Мојој Тузли).[52]